# Liste des monuments aux morts dans l'Eure
Pour un article plus général, voir Liste des œuvres d'art de l'Eure.
Cet article vise à recenser les monuments aux morts dans l'Eure, en France.
Thierville a la particularité de ne pas avoir de monument aux morts, elle fait partie des rarricimes communes françaises qui ne déplorent aucun habitant tué lors des conflits.

## Liste
Les monuments sont classés par ordre alphabétique de communes, ou anciennes communes. Si une commune possède plusieurs monuments, ils sont classés par ordre chronologique des conflits commémorés.
| Œuvre                                                             | Auteur                                              | Commune                       | Localisation                                                                                            | Notes                                                                            | Installation | Coordonnées                      | Illustration |
| ----------------------------------------------------------------- | --------------------------------------------------- | ----------------------------- | --- | -------------------------------------------------------------------------------- | ------------ | -------------------------------- | --- |
| Monument aux morts                                                | À déterminer                                        | Aclou                         | Dans le cimetière                                                                                       |                                                                                  | À déterminer | 49° 10′ 13″ nord, 0° 42′ 15″ est | Monument aux morts d'Aclou |
| Monument aux morts                                                | À déterminer                                        | Acon                          | Dans le cimetière, à côté de l'église Saint-Denis                                                       |                                                                                  | À déterminer | 48° 45′ 56″ nord, 1° 06′ 04″ est | Monument aux morts d'Acon |
| Monument aux morts                                                | À déterminer                                        | Acquigny                      | Rue de l'Église, à côté de l'église Sainte-Cécile                                                       |                                                                                  | À déterminer | 49° 10′ 21″ nord, 1° 11′ 10″ est | Monument aux morts d'Acquigny |
| Monument aux morts                                                | À déterminer                                        | Aigleville                    | Sur le côté droit de la mairie                                                                          | Plaque.                                                                          | À déterminer | 49° 00′ 29″ nord, 1° 25′ 14″ est | Image manquante |
| Monument aux morts                                                | À déterminer                                        | Ailly                         | Intersection de la rue de l'Église (RD 69) et de l'avenue des Tilleuls, à côté de l'église Saint-Médard |                                                                                  | À déterminer | 49° 09′ 40″ nord, 1° 14′ 43″ est | Monument aux morts d'Ailly |
| Monument aux morts                                                | À déterminer                                        | Aizier                        | À côté de l'église Saint-Pierre                                                                         |                                                                                  | À déterminer | 49° 25′ 51″ nord, 0° 37′ 36″ est | Image manquante |
| Monument aux morts                                                | À déterminer                                        | Ajou                          | Sur la façade de la mairie                                                                              |                                                                                  | À déterminer | 48° 58′ 46″ nord, 0° 47′ 00″ est | Monument aux morts d'Ajou |
| Monument aux morts                                                | À déterminer                                        | Alizay                        | Intersection de la rue de l'Andelle et de la rue du Bosc, au chevet de l'église Saint-Germain           |                                                                                  | À déterminer | 49° 19′ 14″ nord, 1° 10′ 29″ est | Monument aux morts d'Alizay |
| Mémorial de la Paix (monument aux morts)                          | Georges Saulterre                                   | Alizay                        | Sur la place de la Résistance, dans le quartier « La Croix »                                            |                                                                                  | 2010         | à géolocaliser                   | Mémorial de la Paix (monument aux morts) |
| Monument aux morts                                                | À déterminer                                        | Ambenay                       | À côté de l'église Saint-Martin                                                                         |                                                                                  | À déterminer | 48° 50′ 10″ nord, 0° 43′ 43″ est | Monument aux morts d'Ambenay |
| Monument aux morts                                                | À déterminer                                        | Amécourt                      | Rue du Buisson-Bleu                                                                                     |                                                                                  | À déterminer | 49° 22′ 47″ nord, 1° 44′ 04″ est | Image manquante |
| Monument aux morts                                                | À déterminer                                        | Amfreville-la-Campagne        | Rue de Boury (RD 66), à côté de l'église Notre-Dame                                                     |                                                                                  | À déterminer | 49° 12′ 46″ nord, 0° 55′ 52″ est | Monument aux morts d'Amfreville-la-Campagne |
| Monument aux morts                                                | À déterminer                                        | Amfreville-les-Champs         | Naissance de la rue de la Côte Aline                                                                    |                                                                                  | À déterminer | 49° 18′ 37″ nord, 1° 19′ 09″ est | Monument aux morts d'Amfreville-les-Champs |
| Monument aux morts                                                | À déterminer                                        | Amfreville-sous-les-Monts     | Route du Plessis, en surplomb de l'église Saint-Michel                                                  |                                                                                  | À déterminer | 49° 18′ 18″ nord, 1° 15′ 39″ est | Image manquante |
| Monument aux morts                                                | Mallard (marbrier à Louviers)                       | Amfreville-sur-Iton           | À côté de l'église Notre-Dame                                                                           |                                                                                  | À déterminer | 49° 08′ 46″ nord, 1° 09′ 07″ est | Monument aux morts d'Amfreville-sur-Iton |
| Monument aux morts                                                | Brière marbrier                                     | Andé                          | À côté de l'église Notre-Dame                                                                           |                                                                                  | À déterminer | 49° 13′ 49″ nord, 1° 14′ 25″ est | Monument aux morts d'Andé |
| Monument aux fusillés du 13 août 1944                             | À déterminer                                        | Angerville-la-Campagne        | Route de Damville (RD51)                                                                                |                                                                                  | À déterminer | 48° 58′ 40″ nord, 1° 09′ 02″ est | Image manquante |
| Monument aux morts                                                | À déterminer                                        | Appeville-Annebault           | En face de l'église Saint-André                                                                         |                                                                                  | À déterminer | 49° 18′ 49″ nord, 0° 38′ 33″ est | Image manquante |
| Monument aux morts                                                | À déterminer                                        | Armentières-sur-Avre          | Dans le cimetière                                                                                       |                                                                                  | À déterminer | à géolocaliser                   | Image manquante |
| Monument aux morts                                                | À déterminer                                        | Arnières-sur-Iton             | À déterminer                                                                                            |                                                                                  | À déterminer | à géolocaliser                   | Image manquante |
| Monument aux morts                                                | À déterminer                                        | Asnières                      | Sur la place de l'Église                                                                                |                                                                                  | À déterminer | 49° 11′ 44″ nord, 0° 23′ 52″ est | Monument aux morts d'Asnières |
| Monument aux morts                                                | À déterminer                                        | Aubevoye                      | Sur la place du Souvenir                                                                                |                                                                                  | À déterminer | 49° 10′ 29″ nord, 1° 20′ 11″ est | Monument aux morts d'Aubevoye |
| Monument aux morts                                                | À déterminer                                        | Aulnay-sur-Iton               | À côté de l'église Saint-Pierre                                                                         |                                                                                  | À déterminer | à géolocaliser                   | Monument aux morts |
| Monument aux morts                                                | À déterminer                                        | Autheuil-Authouillet          | Rue du Manoir                                                                                           |                                                                                  | À déterminer | 49° 05′ 35″ nord, 1° 16′ 39″ est | Image manquante |
| Monument aux morts                                                | À déterminer                                        | Authevernes                   | Face à la maison forte                                                                                  |                                                                                  | À déterminer | 49° 13′ 06″ nord, 1° 38′ 17″ est | Image manquante |
| Monument aux morts                                                | À déterminer                                        | Authou                        | Sur la place des Anciens combattants et victimes de guerre                                              |                                                                                  | À déterminer | 49° 13′ 41″ nord, 0° 41′ 38″ est | Monument aux morts d'Authou |
| Monument aux morts                                                | À déterminer                                        | Avrilly                       | À déterminer                                                                                            |                                                                                  | À déterminer | à géolocaliser                   | Image manquante |
| Monument aux morts                                                | À déterminer                                        | Bacquepuis                    | Intersection de la rue du Clos de l'écu et de la RD 39                                                  |                                                                                  | À déterminer | à géolocaliser                   | Image manquante |
| Monument aux morts                                                | À déterminer                                        | Bacqueville                   | En face de la mairie                                                                                    |                                                                                  | À déterminer | 49° 18′ 57″ nord, 1° 22′ 08″ est | Monument aux morts de Bacqueville |
| Monument aux morts de 1914-1918                                   | Aimé Jacquier                                       | Bailleul-la-Vallée            | Dans l'église Notre-Dame                                                                                |                                                                                  | À déterminer | à géolocaliser                   | Image manquante |
| Monument aux morts                                                | À déterminer                                        | Bailleul-la-Vallée            | Sur le côté droit de la mairie                                                                          |                                                                                  | À déterminer | 49° 12′ 01″ nord, 0° 25′ 40″ est | Monument aux morts de Bailleul-la-Vallée |
| Monument aux morts                                                | À déterminer                                        | Bâlines                       | Dans le cimetière                                                                                       |                                                                                  | À déterminer | à géolocaliser                   | Image manquante |
| Monument aux morts                                                | À déterminer                                        | Barc                          | À déterminer                                                                                            |                                                                                  | À déterminer | à géolocaliser                   | Image manquante |
| Monument aux morts                                                | À déterminer                                        | Barneville-sur-Seine          | Dans le cimetière                                                                                       |                                                                                  | À déterminer | à géolocaliser                   | Image manquante |
| Monument aux morts                                                | À déterminer                                        | Barquet                       | Dans le cimetière                                                                                       |                                                                                  | À déterminer | 49° 02′ 46″ nord, 0° 51′ 32″ est | Monument aux morts de Barquet |
| Monument aux morts                                                | À déterminer                                        | Barville                      | Sur la façade de la mairie                                                                              |                                                                                  | À déterminer | à géolocaliser                   | Monument aux morts |
| Monument aux morts                                                | À déterminer                                        | Bazoques                      | Grande Rue                                                                                              |                                                                                  | À déterminer | 49° 10′ 14″ nord, 0° 33′ 00″ est | Monument aux morts de Bazoques |
| Monument aux morts                                                | À déterminer                                        | Beauficel-en-Lyons            | Dans l'église Notre-Dame                                                                                |                                                                                  | À déterminer | 49° 24′ 27″ nord, 1° 31′ 25″ est | Monument aux morts de Beauficel-en-Lyons |
| Le Poilu victorieux (monument aux morts)                          | bronze d'art d'Eugène Bénet                         | Beaumesnil                    | Au bord de la route de Beaumont le Roger (RD 25)                                                        |                                                                                  | 1920         | 49° 00′ 51″ nord, 0° 42′ 12″ est | Monument aux morts de Beaumesnil |
| Monument aux morts                                                | Louis-Aimé Lejeune                                  | Beaumont-le-Roger             | Intersection de la rue Jules-Prior et de l'avenue Albert-Parissot                                       |                                                                                  | 1921         | 49° 04′ 33″ nord, 0° 46′ 28″ est | Monument aux morts de Beaumont-le-Roger |
| Monument aux morts de 1914-1918                                   | À déterminer                                        | Beaumont-le-Roger             | Dans l'église Saint-Nicolas                                                                             |                                                                                  | À déterminer | à géolocaliser                   | Monument aux morts de 1914-1918 |
| Monument aux morts de 1870-1871                                   | Hébert architecte                                   | Bernay                        | Intersection de la route de Broglie et de l'avenue de l'Europe                                          | Colonne funéraire sur le lieu du combat du 21 janvier 1871.                      | 1872         | 49° 04′ 55″ nord, 0° 35′ 10″ est | Image manquante |
| Monument aux morts                                                | Louis-Aimé Lejeune                                  | Bernay                        | Dans le jardin de l'abbaye                                                                              |                                                                                  | 1921         | 49° 05′ 19″ nord, 0° 35′ 56″ est | Monument aux morts de Bernay |
| Monument aux morts                                                | À déterminer                                        | Bernay                        | Dans l'église Sainte-Croix                                                                              |                                                                                  | À déterminer | à géolocaliser                   | Monument aux morts |
| Monument aux morts                                                | À déterminer                                        | Bernouville                   | À l'entrée de l'enclos de l'église Notre-Dame-de-l'Assomption                                           |                                                                                  | À déterminer | 49° 17′ 22″ nord, 1° 41′ 39″ est | Monument aux morts de Bernouville |
| Monument aux morts                                                | À déterminer                                        | Berthenonville                | Sur la place du Village                                                                                 |                                                                                  | À déterminer | 49° 10′ 59″ nord, 1° 39′ 35″ est | Monument aux morts de Berthenonville |
| Monument aux morts                                                | Aimé Jacquier                                       | Berthouville                  | Rue du Plessis                                                                                          |                                                                                  | À déterminer | 49° 10′ 47″ nord, 0° 38′ 10″ est | Monument aux morts de Berthouville |
| Monument aux morts                                                | À déterminer                                        | Berville-la-Campagne          | Dans la pelouse proche de l'église Notre-Dame de Fatima                                                 |                                                                                  | À déterminer | 49° 01′ 37″ nord, 0° 54′ 02″ est | Monument aux morts de Berville-la-Campagne |
| Monument aux morts                                                | À déterminer                                        | Boisney                       | Avant la grille d'entrée du cimetière de l'église Saint-Aubin                                           |                                                                                  | À déterminer | 49° 09′ 15″ nord, 0° 39′ 18″ est | Monument aux morts de Boisney |
| Poilu enveloppé dans les plis du drapeau (monument aux morts)     | bronze d'art de Charles-Henri Pourquet              | Boissey-le-Châtel             | À côté de l'église Saint-Jean-l'Évangéliste                                                             |                                                                                  | À déterminer | à géolocaliser                   | Image manquante |
| Monument aux morts                                                | À déterminer                                        | Boissy-Lamberville            | Rue du Vallot                                                                                           |                                                                                  | À déterminer | 49° 10′ 02″ nord, 0° 34′ 34″ est | Monument aux morts de Boissy-Lamberville |
| Monument aux soldats canadiens morts le 26 août 1944              | À déterminer                                        | Bosguérard-de-Marcouville     | Dans le bois Givard, au bord de la RD 438                                                               |                                                                                  | À déterminer | 49° 16′ 52″ nord, 0° 50′ 04″ est | Image manquante |
| Monument aux morts                                                | À déterminer                                        | Bosquentin                    | Rue des Tilleuls                                                                                        | à côté de la mairie                                                              | À déterminer | 49° 24′ 49″ nord, 1° 35′ 06″ est | Monument aux morts de Bosquentin |
| Monument aux morts                                                | À déterminer                                        | Bosrobert                     | Route de Malleville                                                                                     | En bordure du cimetière de l'église Saint-Pierre                                 | À déterminer | 49° 13′ 34″ nord, 0° 45′ 12″ est | Monument aux morts de Bosrobert |
| Monument aux morts                                                | À déterminer                                        | Bourg-Achard                  | Entre la mairie et l'église Saint-Lô                                                                    |                                                                                  | À déterminer | 49° 21′ 16″ nord, 0° 49′ 04″ est | Monument aux morts de Bourg-Achard |
| On ne passe pas (d) (monument aux morts)                          | exemplaire Louis Maubert en pierre                  | Bourg-Beaudouin               | RD6014                                                                                                  |                                                                                  | 1922         | 49° 00′ 59″ nord, 1° 26′ 22″ est | Image manquante |
| Monument aux morts de Bourgtheroulde                              | Hubert Yencesse                                     | Bourgtheroulde-Infreville     | À côté de la mairie, au bord de la rue de Thuit Hébert (RD 313)                                         |                                                                                  | À déterminer | 49° 17′ 58″ nord, 0° 52′ 24″ est | Monument aux morts de Bourgtheroulde-Infreville |
| Monument aux morts                                                | À déterminer                                        | Bournainville-Faverolles      | Près de l'église Saint-Rémi                                                                             |                                                                                  | À déterminer | 49° 07′ 41″ nord, 0° 29′ 15″ est | Monument aux morts de Bournainville-Faverolles |
| Monument aux morts                                                | À déterminer                                        | Bourneville                   | Route de Pont-Audemer                                                                                   |                                                                                  | À déterminer | 49° 23′ 28″ nord, 0° 36′ 59″ est | Monument aux morts de Bourneville |
| Poilu écrasant l'aigle allemand (d) (monument aux morts)          | bronze d'art de Charles-Henri Pourquet              | Bourth                        | Avenue du Monument (RD 55E1), sur le terre-plein devant la salle des fêtes                              |                                                                                  | À déterminer | 48° 46′ 10″ nord, 0° 48′ 26″ est | Monument aux morts de Bourth |
| Monument aux morts                                                | À déterminer                                        | Bray                          | À déterminer                                                                                            |                                                                                  | À déterminer | à géolocaliser                   | Monument aux morts |
| Monument aux morts                                                | À déterminer                                        | Brestot                       | À déterminer                                                                                            |                                                                                  | À déterminer | à géolocaliser                   | Monument aux morts |
| Monument aux morts de 1870-1871                                   | À déterminer                                        | Breteuil                      | Dans le cimetière                                                                                       |                                                                                  | À déterminer | à géolocaliser                   | Image manquante |
| Monument aux morts de 1914-1918                                   | À déterminer                                        | Breteuil                      | Dans la collégiale Saint-Sulpice                                                                        | Plaque.                                                                          | À déterminer | à géolocaliser                   | Image manquante |
| Monument aux morts de l'usine de la Madeleine                     | À déterminer                                        | Breteuil                      | À déterminer                                                                                            |                                                                                  | À déterminer | à géolocaliser                   | Image manquante |
| Monument aux morts                                                | Maurice Osmond                                      | Breteuil                      | Sur la place Pillon-de-Buhorel                                                                          |                                                                                  | 1921         | à géolocaliser                   | Image manquante |
| Monument aux morts                                                | Louis-Aimé Lejeune                                  | Brionne                       | À déterminer                                                                                            |                                                                                  | À déterminer | à géolocaliser                   | Monument aux morts |
| Monument aux victimes de la barbarie nazie                        | À déterminer                                        | Brionne                       | Sur la façade du 2 rue des Martyrs                                                                      |                                                                                  | À déterminer | 49° 11′ 47″ nord, 0° 43′ 02″ est | Monument aux victimes de la barbarie nazie |
| Monument aux morts                                                | À déterminer                                        | Broglie                       | À déterminer                                                                                            |                                                                                  | À déterminer | à géolocaliser                   | Monument aux morts |
| Monument aux morts                                                | À déterminer                                        | Bus-Saint-Rémy                | À déterminer                                                                                            |                                                                                  | À déterminer | à géolocaliser                   | Monument aux morts |
| Monument aux morts                                                | À déterminer                                        | Calleville                    | À déterminer                                                                                            |                                                                                  | À déterminer | à géolocaliser                   | Monument aux morts |
| Monument aux morts                                                | À déterminer                                        | Carsix                        | À déterminer                                                                                            |                                                                                  | À déterminer | à géolocaliser                   | Monument aux morts |
| Monument aux morts                                                | À déterminer                                        | Cauverville-en-Roumois        | À déterminer                                                                                            |                                                                                  | À déterminer | à géolocaliser                   | Monument aux morts |
| Monument aux morts                                                | À déterminer                                        | Chaignes                      | À déterminer                                                                                            |                                                                                  | À déterminer | 49° 00′ 59″ nord, 1° 26′ 22″ est | Monument aux morts de Chaignes |
| Monument aux morts                                                | À déterminer                                        | Chaise-Dieu-du-Theil          | À déterminer                                                                                            |                                                                                  | À déterminer | à géolocaliser                   | Monument aux morts |
| Poilu au repos (monument aux morts)                               | bronze d'art d'Étienne Camus                        | Chambray                      | Intersection de la grande rue (RD 836) et de la rue des marais                                          |                                                                                  | À déterminer | 49° 04′ 26″ nord, 1° 18′ 27″ est | Image manquante |
| Monument aux morts                                                | G. Delorme & tirage Jules Pollacchi (médaillon)     | Champenard                    | À déterminer                                                                                            |                                                                                  | À déterminer | 49° 06′ 23″ nord, 1° 20′ 00″ est | Image manquante |
| Monument aux morts                                                | Eugène Léon L'Hoëst                                 | Charleval                     | À déterminer                                                                                            |                                                                                  | 1920         | à géolocaliser                   | Monument aux morts |
| Monument aux morts                                                | À déterminer                                        | Charleval                     | Dans l'église Saint-Denis                                                                               | Plaques.                                                                         | À déterminer | à géolocaliser                   | Monument aux morts |
| Poilu au repos (monument aux morts)                               | bronze d'art d'Étienne Camus                        | Chavigny-Bailleul             | Au bord de la rue de la butte du moulin (RD 556), devant l'entrée du cimetière                          |                                                                                  | À déterminer | 48° 52′ 49″ nord, 1° 12′ 06″ est | Image manquante |
| Monument aux morts                                                | À déterminer                                        | Chennebrun                    | À déterminer                                                                                            |                                                                                  | À déterminer | à géolocaliser                   | Monument aux morts |
| Monument aux morts                                                | À déterminer                                        | Cintray                       | À déterminer                                                                                            |                                                                                  | À déterminer | à géolocaliser                   | Monument aux morts |
| Monument aux morts                                                | À déterminer                                        | Collandres-Quincarnon         | À déterminer                                                                                            |                                                                                  | À déterminer | à géolocaliser                   | Monument aux morts |
| Monument aux morts                                                | À déterminer                                        | Combon                        | À côté de l'église Notre-Dame                                                                           |                                                                                  | À déterminer | à géolocaliser                   | Monument aux morts |
| Monument aux morts                                                | À déterminer                                        | Conches-en-Ouche              | Sur la place du Général de Gaulle                                                                       |                                                                                  | À déterminer | 48° 57′ 42″ nord, 0° 56′ 25″ est | Image manquante |
| Monument aux morts de 1914-1918                                   | À déterminer                                        | Cormeilles                    | Dans l'église Sainte-Croix                                                                              |                                                                                  | À déterminer | à géolocaliser                   | Monument aux morts de 1914-1918 |
| Monument aux morts                                                | À déterminer                                        | Cormeilles                    | Devant le cinéma-théâtre                                                                                |                                                                                  | À déterminer | à géolocaliser                   | Monument aux morts |
| Monument aux morts                                                | À déterminer                                        | Corneville-sur-Risle          | À l'entrée du cimetière, à côté de l'église Notre-Dame                                                  |                                                                                  | À déterminer | à géolocaliser                   | Monument aux morts |
| Monument aux morts                                                | À déterminer                                        | Courbépine                    | À déterminer                                                                                            |                                                                                  | À déterminer | à géolocaliser                   | Monument aux morts |
| Monument aux soldats morts dans les combats des 9 et 10 juin 1940 | À déterminer                                        | Courcelles-sur-Seine          | Sur le pont                                                                                             |                                                                                  | 1966         | à géolocaliser                   | Monument aux soldats morts dans les combats des 9 et 10 juin 1940 |
| Monument aux morts                                                | À déterminer                                        | Créton                        | À déterminer                                                                                            |                                                                                  | À déterminer | à géolocaliser                   | Monument aux morts |
| Monument aux morts                                                | À déterminer                                        | Croth                         | À déterminer                                                                                            |                                                                                  | À déterminer | à géolocaliser                   | Monument aux morts |
| Monument aux morts                                                | À déterminer                                        | Courcelles-sur-Seine          | À déterminer                                                                                            |                                                                                  | À déterminer | à géolocaliser                   | Monument aux morts |
| Le Vainqueur avec drapeau (monument aux morts)                    | bronze d'art de Charles-Henri Pourquet              | Damville                      | Dans le cimetière                                                                                       |                                                                                  | À déterminer | à géolocaliser                   | Le Vainqueur avec drapeau (monument aux morts) |
| Monument aux morts                                                | À déterminer                                        | Drucourt                      | À déterminer                                                                                            |                                                                                  | À déterminer | à géolocaliser                   | Monument aux morts |
| Monument aux morts                                                | À déterminer                                        | Duranville                    | À côté de l'église Saint-Ouen                                                                           |                                                                                  | À déterminer | à géolocaliser                   | Monument aux morts |
| Monument aux morts                                                | À déterminer                                        | Écardenville-la-Campagne      | À côté de l'église Saint-Martin                                                                         |                                                                                  | À déterminer | à géolocaliser                   | Monument aux morts |
| Monument aux morts                                                | À déterminer                                        | Écouis                        | Sur la place de la Collégiale                                                                           |                                                                                  | À déterminer | 49° 18′ 37″ nord, 1° 25′ 54″ est | Monument aux morts d'Écouis |
| Le Poilu mourant en défendant le Drapeau (monument aux morts)     | À déterminer                                        | Épaignes                      | Intersection de la rue des anglais (RD 139) et de la rue André Morin, devant la mairie                  |                                                                                  | À déterminer | 49° 16′ 45″ nord, 0° 26′ 23″ est | Monument aux morts d'Épaignes |
| Monument aux fusillés du 4 août 1944                              | À déterminer                                        | Épaignes                      | Lieu-dit « le Plessis », au bord de la route des Maquisards                                             |                                                                                  | 1947         | 49° 16′ 22″ nord, 0° 28′ 06″ est | Monument aux fusillés du 4 août 1944 |
| Monument aux morts                                                | À déterminer                                        | Épégard                       | À déterminer                                                                                            |                                                                                  | À déterminer | à géolocaliser                   | Monument aux morts |
| Monument aux morts                                                | À déterminer                                        | Épinay                        | Devant la mairie                                                                                        |                                                                                  | À déterminer | à géolocaliser                   | Monument aux morts |
| Monument aux morts                                                | À déterminer                                        | Épreville-en-Lieuvin          | À côté de l'église Saint-Pierre                                                                         |                                                                                  | À déterminer | à géolocaliser                   | Monument aux morts |
| Monument aux morts                                                | À déterminer                                        | Épreville-près-le-Neubourg    | À déterminer                                                                                            |                                                                                  | À déterminer | à géolocaliser                   | Monument aux morts |
| Monument aux morts de 1870-1871                                   | À déterminer                                        | Étrépagny                     | 20 rue Georges-Clemenceau                                                                               | Sur la place du Franc-Marché en 1873                                             | 1873         | 49° 18′ 22″ nord, 1° 36′ 51″ est | Image manquante |
| Poilu étreignant le drapeau (monument aux morts)                  | bronze d'art de Charles-Eugène Breton               | Étrépagny                     | Intersection de la rue Deslongchamps et de la rue Maison de Vatimesnil                                  |                                                                                  | 1922         | 49° 18′ 17″ nord, 1° 36′ 44″ est | Monument aux morts de 1914-1918 d'Étrépagny |
| Monument aux morts                                                | À déterminer                                        | Bézu-Saint-Éloi               | |                                                                                  | À déterminer | à géolocaliser                   | Monument aux morts |
| Monument aux morts                                                | À déterminer                                        | Chauvincourt-Provemont        | hameau de Chauvincourt                                                                                  |                                                                                  | À déterminer | à géolocaliser                   | Monument aux morts |
| Monument aux morts                                                | À déterminer                                        | Éturqueraye                   | À côté de l'église Saint-Martin                                                                         |                                                                                  | À déterminer | à géolocaliser                   | Monument aux morts |
| Monument aux morts de 1870-1871,                                  | Édouard-François Millet de Marcilly et P. Jacquelin | Évreux                        | Dans le cimetière Saint-Louis                                                                           | Également appelé Monument du Souvenir français ou Pro Patria.                    | 1905         | à géolocaliser                   | Monument aux morts de 1870-1871« Monument du Souvenir français, ou Pro Patria à Évreux », sur À nos grands hommes,« Monument du Souvenir français, ou Pro Patria à Évreux », sur e-monumen |
| Monument au 7e chasseurs,                                         | Richard Dufour                                      | Évreux                        | Sur le parking du cinéma et de l'université, rue du 7e chasseurs                                        | Commémore les soldats du 7e régiment de chasseurs à cheval.                      | 1936         | à géolocaliser                   | Monument au 7e chasseurs« Monument aux 7e Chasseurs à Évreux », sur À nos grands hommes,« Monument aux 7e Chasseurs à Évreux », sur e-monumen                                              |
| Monument aux morts de 1914-1918                                   | À déterminer                                        | Évreux                        | Dans le cimetière Saint-Louis                                                                           | Également appelé La Douleur.                                                     | À déterminer | à géolocaliser                   | Image manquante |
| Monument aux morts                                                | À déterminer                                        | Évreux                        | Dans le quartier de La Madeleine                                                                        |                                                                                  | À déterminer | à géolocaliser                   | Image manquante |
| Monument aux résistants                                           | À déterminer                                        | Évreux                        | Boulevard Georges Chauvin, à l'entrée du parking de la préfecture                                       |                                                                                  | À déterminer | 49° 01′ 29″ nord, 1° 08′ 36″ est | Image manquante |
| Monument aux morts                                                | À déterminer                                        | Fatouville-Grestain           | Dans le cimetière                                                                                       |                                                                                  | À déterminer | à géolocaliser                   | Image manquante |
| Monument aux morts                                                | À déterminer                                        | Folleville                    | À déterminer                                                                                            |                                                                                  | À déterminer | à géolocaliser                   | Monument aux morts |
| Monument aux morts                                                | Brière marbrier                                     | Fontaine-Bellenger            | Devant l'entrée de l'église Saint-Quentin                                                               |                                                                                  | À déterminer | 49° 11′ 06″ nord, 1° 15′ 37″ est | Image manquante |
| Monument aux morts                                                | À déterminer                                        | Fontaine-l'Abbé               | À déterminer                                                                                            |                                                                                  | À déterminer | à géolocaliser                   | Monument aux morts |
| Monument aux morts                                                | À déterminer                                        | Fontaine-la-Louvet            | À déterminer                                                                                            |                                                                                  | À déterminer | à géolocaliser                   | Monument aux morts |
| Soldat gisant (monument aux morts)                                | Charles-Henri Pourquet                              | Fontaine-la-Soret             | À déterminer                                                                                            |                                                                                  | 1920         | 49° 08′ 59″ nord, 0° 42′ 55″ est | Monument aux morts de Fontaine-la-Soret |
| Monument aux morts                                                | tirage Jules Pollacchi (médaillon)                  | Fontaine-sous-Jouy            | Dans le cimetière, visible de la rue                                                                    |                                                                                  | 1923         | 49° 03′ 56″ nord, 1° 17′ 13″ est | Monument aux morts de Fontaine-sous-Jouy |
| Monument aux morts                                                | À déterminer                                        | Fourges                       | À déterminer                                                                                            |                                                                                  | À déterminer | à géolocaliser                   | Monument aux morts |
| Poilu au repos (monument aux morts)                               | bronze d'art d'Étienne Camus                        | Fourmetot                     | Dans le cimetière, près de l'église Notre-Dame                                                          |                                                                                  | À déterminer | 49° 22′ 53″ nord, 0° 34′ 19″ est | Monument aux morts de Fourmetot |
| Monument aux résistants exécutés le 5 juin 1944                   | À déterminer                                        | Fourmetot                     | Ferme de l'Épinay                                                                                       |                                                                                  | À déterminer | à géolocaliser                   | Monument aux résistants exécutés le 5 juin 1944 |
| Monument aux morts                                                | À déterminer                                        | Franqueville                  | Dans le cimetière                                                                                       |                                                                                  | À déterminer | à géolocaliser                   | Monument aux morts |
| Monument aux morts                                                | À déterminer                                        | Freneuse-sur-Risle            | À l'entrée du cimetière, à côté de l'église Saint-Ouen                                                  |                                                                                  | À déterminer | à géolocaliser                   | Monument aux morts |
| Monument aux morts                                                | À déterminer                                        | Fresne-Cauverville            | Dans le cimetière, à côté de l'église Notre-Dame                                                        |                                                                                  | À déterminer | à géolocaliser                   | Monument aux morts |
| Monument aux morts                                                | Alfred Finot et Robert Raymond                      | Gaillon                       | Sur la place Aristide-Briand                                                                            |                                                                                  | 1923         | 49° 09′ 39″ nord, 1° 20′ 05″ est | Monument aux morts de Gaillon |
| Monument aux Mobiles de l'Ardèche                                 | À déterminer                                        | Gaillon                       | Cimetière                                                                                               |                                                                                  | À déterminer | 49° 09′ 27″ nord, 1° 20′ 07″ est | Monument aux Mobiles de l'Ardèche à Gaillon |
| Le Poilu mourant en défendant le Drapeau (monument aux morts)     | À déterminer                                        | Gasny                         | Rue de Paris (RD 313), devant la mairie                                                                 |                                                                                  | À déterminer | 49° 05′ 29″ nord, 1° 36′ 19″ est | Monument aux morts de Gasny |
| Monument aux morts                                                | À déterminer                                        | Gisay-la-Coudre               | Devant l'église Saint-Aubin                                                                             |                                                                                  | À déterminer | à géolocaliser                   | Monument aux morts |
| Monument aux morts                                                | À déterminer                                        | Gisors                        | Sur une façade de la mairie, quai du Fossé aux Tanneurs                                                 |                                                                                  | 1922         | 49° 16′ 45″ nord, 1° 46′ 40″ est | Monument aux morts de Gisors |
| Monument aux morts de 1914-1918                                   | À déterminer                                        | Gisors                        | Dans l'église Saint-Gervais-Saint-Protais                                                               |                                                                                  | À déterminer | à géolocaliser                   | Monument aux morts de 1914-1918 |
| Monument aux morts                                                | Georges Chauvel                                     | Gisors                        | Rue du Général de Gaulle, en face de l'école Jean Moulin                                                | Érigé en 1923 rue de Dieppe.                                                     | 1976         | 49° 16′ 47″ nord, 1° 46′ 43″ est | Monument aux morts de Gisors |
| Monument aux morts en Afrique du nord                             | À déterminer                                        | Gisors                        | Rue du Général de Gaulle, en face de l'école Jean Moulin                                                |                                                                                  | À déterminer | 49° 16′ 47″ nord, 1° 46′ 43″ est | Monument aux morts en Afrique du nord de Gisors |
| Monument aux morts                                                | À déterminer                                        | Giverny                       | Sur le parvis de l'église Sainte-Radegonde                                                              |                                                                                  | À déterminer | 49° 04′ 40″ nord, 1° 31′ 23″ est | Monument aux morts de Giverny |
| Monument aux morts de 1914-1918                                   | À déterminer                                        | Giverville                    | Dans l'église Notre-Dame                                                                                | Plaque.                                                                          | À déterminer | à géolocaliser                   | Image manquante |
| Monument aux morts                                                | À déterminer                                        | Giverville                    | Devant la mairie                                                                                        |                                                                                  | À déterminer | 49° 11′ 43″ nord, 0° 34′ 10″ est | Monument aux morts de Giverville |
| Monument aux morts                                                | À déterminer                                        | Goupillières                  | chemin Ruaux, en face du cimetière                                                                      |                                                                                  | À déterminer | 49° 07′ 26″ nord, 0° 44′ 13″ est | Monument aux morts |
| Monument aux morts                                                | À déterminer                                        | Grandchain                    | À déterminer                                                                                            |                                                                                  | À déterminer | à géolocaliser                   | Monument aux morts |
| Monument aux morts                                                | À déterminer                                        | Graveron-Sémerville           | Dans le cimetière, à côté de l'église Saint-Barthélemy                                                  |                                                                                  | À déterminer | à géolocaliser                   | Monument aux morts |
| Monument aux morts                                                | À déterminer                                        | Gravigny                      | Sur la place de l'Église                                                                                |                                                                                  | À déterminer | 49° 02′ 50″ nord, 1° 09′ 54″ est | Monument aux morts de Gravigny |
| Monument aux morts                                                | Louis-Aimé Lejeune                                  | Harcourt                      | À côté de l'église Saint-Ouen                                                                           |                                                                                  | À déterminer | à géolocaliser                   | Monument aux morts |
| Monument aux morts de 1914-1918                                   | À déterminer                                        | Harcourt                      | Dans l'église Saint-Ouen                                                                                |                                                                                  | À déterminer | à géolocaliser                   | Monument aux morts de 1914-1918 |
| On ne passe pas (d) (monument aux morts)                          | bronze d'art de Louis Maubert                       | Hauville                      | Intersection de la route de Routot (RD 90) et de la route de la Haye Aubrée                             |                                                                                  | À déterminer | 49° 23′ 49″ nord, 0° 46′ 09″ est | Monument aux morts d'Hauville |
| Monument aux morts                                                | À déterminer                                        | Hecmanville                   | Devant l'ancienne mairie                                                                                |                                                                                  | À déterminer | à géolocaliser                   | Monument aux morts |
| Monument aux morts                                                | À déterminer                                        | Heubécourt-Haricourt          | À déterminer                                                                                            |                                                                                  | À déterminer | à géolocaliser                   | Monument aux morts |
| Monument aux morts                                                | À déterminer                                        | Heudicourt                    | À déterminer                                                                                            |                                                                                  | À déterminer | à géolocaliser                   | Monument aux morts |
| Monument aux morts                                                | À déterminer                                        | Heuqueville                   | À déterminer                                                                                            |                                                                                  | À déterminer | à géolocaliser                   | Monument aux morts |
| Poilu baïonnette au canon (d) (monument aux morts)                | bronze d'art d'Étienne Camus                        | Igoville                      | À déterminer                                                                                            |                                                                                  | 1921         | à géolocaliser                   | Image manquante |
| Monument aux morts                                                | À déterminer                                        | Infreville                    | Dans le cimetière                                                                                       |                                                                                  | À déterminer | à géolocaliser                   | Image manquante |
| Monument aux morts                                                | tirage Jules Pollacchi (médaillon)                  | Irreville                     | Intersection de la rue Sainte Colombe (RD 10) et du clos des cerisiers                                  |                                                                                  | À déterminer | 49° 05′ 40″ nord, 1° 12′ 09″ est | Image manquante |
| Le Poilu mourant en défendant le Drapeau (monument aux morts)     | À déterminer                                        | Iville                        | Rue d'Elbeuf (RD 840), en face de la mairie                                                             |                                                                                  | À déterminer | 49° 10′ 43″ nord, 0° 55′ 32″ est | Monument aux morts d'Iville |
| Monument aux morts de 1914-1918                                   | À déterminer                                        | Iville                        | Dans l'église Notre-Dame                                                                                |                                                                                  | À déterminer | à géolocaliser                   | Monument aux morts de 1914-1918 |
| Monument aux morts                                                | À déterminer                                        | Ivry-la-Bataille              | À côté de l'église Saint-Martin                                                                         |                                                                                  | 1921         | à géolocaliser                   | Monument aux morts |
| Monument aux morts                                                | À déterminer                                        | Jonquerets-de-Livet           | À déterminer                                                                                            |                                                                                  | À déterminer | à géolocaliser                   | Monument aux morts |
| Monument aux morts                                                | À déterminer                                        | Juignettes                    | À déterminer                                                                                            |                                                                                  | À déterminer | à géolocaliser                   | Image manquante |
| Monument aux morts                                                | Aimé Jacquier                                       | La Barre-en-Ouche             | À déterminer                                                                                            |                                                                                  | À déterminer | à géolocaliser                   | Image manquante |
| Monument aux morts                                                | À déterminer                                        | La Chapelle-Gauthier          | À déterminer                                                                                            |                                                                                  | À déterminer | à géolocaliser                   | Monument aux morts |
| Monument aux morts                                                | À déterminer                                        | La Chapelle-Hareng            | À déterminer                                                                                            |                                                                                  | À déterminer | à géolocaliser                   | Monument aux morts |
| Monument aux morts                                                | À déterminer                                        | La Croix-Saint-Leufroy        | À déterminer                                                                                            |                                                                                  | À déterminer | à géolocaliser                   | Image manquante |
| Monument aux morts                                                | À déterminer                                        | La Ferrière-sur-Risle         | Rue Jean-Jacques-Hubert                                                                                 |                                                                                  | À déterminer | 48° 58′ 43″ nord, 0° 47′ 13″ est | Monument aux morts de La Ferrière-sur-Risle |
| Monument aux morts                                                | À déterminer                                        | La Ferrière-sur-Risle         | Sous le fronton de la mairie                                                                            | Plaque.                                                                          | À déterminer | 48° 58′ 40″ nord, 0° 47′ 05″ est | Monument aux morts de La Ferrière-sur-Risle |
| Monument aux morts                                                | À déterminer                                        | La Ferrière-sur-Risle         | Dans l'église Saint-Georges                                                                             | Plaque murale                                                                    | À déterminer | 48° 58′ 40″ nord, 0° 47′ 07″ est | Monument aux morts de La Ferrière-sur-Risle |
| Monument aux morts                                                | À déterminer                                        | La Guéroulde                  | À côté de l'église Notre-Dame                                                                           |                                                                                  | À déterminer | à géolocaliser                   | Image manquante |
| Monument aux morts                                                | À déterminer                                        | La Haye-du-Theil              | À déterminer                                                                                            |                                                                                  | À déterminer | à géolocaliser                   | Monument aux morts |
| Monument aux morts                                                | À déterminer                                        | La Heunière                   | À déterminer                                                                                            |                                                                                  | À déterminer | à géolocaliser                   | Image manquante |
| Monument aux morts                                                | À déterminer                                        | La Houssaye                   | À déterminer                                                                                            |                                                                                  | À déterminer | à géolocaliser                   | Monument aux morts |
| Monument aux morts                                                | À déterminer                                        | La Roussière                  | À déterminer                                                                                            |                                                                                  | À déterminer | à géolocaliser                   | Monument aux morts |
| Monument aux morts                                                | À déterminer                                        | La Vieille-Lyre               | À déterminer                                                                                            |                                                                                  | À déterminer | à géolocaliser                   | Monument aux morts |
| Monument aux morts                                                | À déterminer                                        | Landepéreuse                  | À déterminer                                                                                            |                                                                                  | À déterminer | à géolocaliser                   | Monument aux morts |
| Monument aux morts de 1914-1918                                   | À déterminer                                        | Le Boisgeloup                 | Dans la chapelle du château                                                                             | Plaque.                                                                          | À déterminer | à géolocaliser                   | Image manquante |
| Monument aux morts                                                | À déterminer                                        | Le Favril                     | À déterminer                                                                                            |                                                                                  | À déterminer | à géolocaliser                   | Monument aux morts |
| Monument aux morts                                                | À déterminer                                        | Le Gros-Theil                 | À déterminer                                                                                            |                                                                                  | À déterminer | à géolocaliser                   | Monument aux morts |
| La veuve et l'orphelin (monument aux morts)                       | Hubert Yencesse                                     | Le Neubourg                   | Sur la place du Maréchal Leclerc                                                                        | Remplace le monument de 1920 détruit par un bombardement en juin 1944.           | 1953         | 49° 09′ 02″ nord, 0° 54′ 35″ est | Image manquante |
| Monument aux morts                                                | À déterminer                                        | Le Noyer-en-Ouche             | À déterminer                                                                                            |                                                                                  | À déterminer | à géolocaliser                   | Monument aux morts |
| Monument aux morts                                                | À déterminer                                        | Le Theil-Nolent               | À déterminer                                                                                            |                                                                                  | À déterminer | à géolocaliser                   | Monument aux morts |
| Monument aux morts                                                | À déterminer                                        | Le Thuit-Signol               | Dans le cimetière                                                                                       |                                                                                  | À déterminer | à géolocaliser                   | Monument aux morts |
| Monument aux morts                                                | À déterminer                                        | Le Tilleul-Othon              | À déterminer                                                                                            |                                                                                  | À déterminer | à géolocaliser                   | Monument aux morts |
| Monument aux morts                                                | À déterminer                                        | Le Torpt                      | Dans le cimetière, à côté de l'église Notre-Dame                                                        |                                                                                  | À déterminer | à géolocaliser                   | Monument aux morts |
| Monument aux morts                                                | À déterminer                                        | Le Tremblay-Omonville         | À déterminer                                                                                            |                                                                                  | À déterminer | à géolocaliser                   | Monument aux morts |
| Monument aux morts                                                | À déterminer                                        | Le Tronquay                   | À déterminer                                                                                            |                                                                                  | À déterminer | à géolocaliser                   | Monument aux morts |
| Monument aux morts                                                | Brière marbrier                                     | Le Vaudreuil                  | À déterminer                                                                                            |                                                                                  | À déterminer | à géolocaliser                   | Image manquante |
| Monument aux morts                                                | Brière marbrier                                     | Léry                          | Parcelle attenante à l'église Saint-Ouen                                                                |                                                                                  | À déterminer | 49° 17′ 09″ nord, 1° 12′ 35″ est | Monument aux morts de Léry |
| Monument aux morts                                                | Raymonde Martin                                     | Les Andelys                   | Parc du Grand-Andely, avenue de la République (RD 316)                                                  |                                                                                  | 1922         | 49° 14′ 38″ nord, 1° 24′ 24″ est | Monument aux morts des Andelys |
| Monument aux morts                                                | À déterminer                                        | Les Andelys                   | Intersection de la rue du Maréchal Foch (RD 125) et la rue du 3e bataillon de Normandie                 | Commémore les élèves de l'école militaire                                        | 1924         | 49° 14′ 55″ nord, 1° 26′ 40″ est | Monument aux morts des Andelys |
| Monument aux morts                                                | Brière marbrier                                     | Les Damps                     | À déterminer                                                                                            |                                                                                  | À déterminer | à géolocaliser                   | Image manquante |
| Monument aux morts                                                | À déterminer                                        | Les Préaux                    | À déterminer                                                                                            |                                                                                  | À déterminer | à géolocaliser                   | Monument aux morts |
| Monument aux morts                                                | Raoul Verlet                                        | Louviers                      | Dans le square Albert 1er                                                                               |                                                                                  | 1907         | 49° 12′ 41″ nord, 1° 10′ 25″ est | Monument aux morts de Louviers |
| Monument aux morts                                                | À déterminer                                        | Louviers                      | Dans le hall de l'hôtel de ville                                                                        | Plaques.                                                                         | À déterminer | à géolocaliser                   | Image manquante |
| Monument aux morts                                                | À déterminer                                        | Louviers                      | Dans le cimetière                                                                                       |                                                                                  | À déterminer | à géolocaliser                   | Monument aux morts |
| Monument aux morts,                                               | Maurice Lerouge                                     | Lyons-la-Forêt                | Rue de la République                                                                                    |                                                                                  | 1921         | 49° 18′ 37″ nord, 1° 19′ 09″ est | Image manquante |
| Monument aux morts de 1914-1918                                   | À déterminer                                        | Lyons-la-Forêt                | Dans la nef de l'église Saint-Denis                                                                     | Retable d'autel.                                                                 | À déterminer | à géolocaliser                   | Image manquante |
| Monument aux morts de 1914-1918                                   | À déterminer                                        | Lyons-la-Forêt                | Dans l'escalier de la mairie                                                                            | Plaque.                                                                          | À déterminer | à géolocaliser                   | Image manquante |
| Monument aux morts                                                | À déterminer                                        | Manneville-sur-Risle          | Dans le cimetière, à côté de l'église Saint-Denis                                                       |                                                                                  | À déterminer | à géolocaliser                   | Monument aux morts |
| Monument aux morts                                                | Albert Miserey                                      | Ménilles                      | Intersection de la rue Aristide-Briand (RD 836) et de la rue Roederer                                   |                                                                                  | 1924         | à géolocaliser                   | Image manquante |
| Monument aux morts                                                | À déterminer                                        | Montfort-sur-Risle            | Intersection de la RD 130 et de la rue de Soquence                                                      |                                                                                  | À déterminer | à géolocaliser                   | Image manquante |
| Monument aux morts                                                | À déterminer                                        | Morainville-Jouveaux          | À déterminer                                                                                            |                                                                                  | À déterminer | à géolocaliser                   | Monument aux morts |
| Monument aux morts                                                | À déterminer                                        | Morsan                        | Rue de l'Église                                                                                         |                                                                                  | À déterminer | à géolocaliser                   | Monument aux morts |
| Monument aux morts                                                | À déterminer                                        | Nagel-Séez-Mesnil             | À déterminer                                                                                            |                                                                                  | À déterminer | à géolocaliser                   | Monument aux morts |
| Poilu écrasant l'aigle allemand (d) (monument aux morts)          | bronze d'art de Charles-Henri Pourquet              | Nonancourt                    | À déterminer                                                                                            |                                                                                  | 1922         | à géolocaliser                   | Image manquante |
| Monument aux morts                                                | À déterminer                                        | Noards                        | Sur la façade de la mairie                                                                              |                                                                                  | À déterminer | à géolocaliser                   | Monument aux morts |
| Monument aux morts                                                | À déterminer                                        | Parville                      | À déterminer                                                                                            |                                                                                  | À déterminer | à géolocaliser                   | Monument aux morts |
| Monument aux morts                                                | À déterminer                                        | Piencourt                     | À déterminer                                                                                            |                                                                                  | À déterminer | à géolocaliser                   | Monument aux morts |
| Le Génie de la Paix (monument aux morts de 1870-1871),            | Frédéric-Étienne Leroux                             | Pont-Audemer                  | Sur la place du maréchal Gallieni                                                                       | Également appelé Le Génie de la Patrie.                                          | 1898         | 49° 21′ 06″ nord, 0° 30′ 49″ est | Image manquante |
| Monument aux morts de 1914-1918,                                  | Eugène Léon L'Hoëst                                 | Pont-Audemer                  | Sur la place Louis Gillain                                                                              |                                                                                  | À déterminer | 49° 21′ 19″ nord, 0° 30′ 48″ est | Monument aux morts de 1914-1918 de Pont-Audemer |
| Poilu au repos (monument aux morts)                               | bronze d'art d'Étienne Camus                        | Pont-Authou                   | Dans la cour de la mairie, rue Louise Givon (RD 130)                                                    |                                                                                  | À déterminer | 49° 14′ 32″ nord, 0° 42′ 10″ est | Monument aux morts de Pont-Authou |
| Monument aux morts                                                | À déterminer                                        | Porte-Joie                    | Dans le cimetière de l'église Sainte-Colombe                                                            |                                                                                  | À déterminer | 49° 14′ 37″ nord, 1° 15′ 12″ est | Monument aux morts de Porte-Joie |
| Poilu au repos (monument aux morts)                               | bronze d'art d'Étienne Camus                        | Quillebeuf-sur-Seine          | À côté du bac                                                                                           |                                                                                  | À déterminer | à géolocaliser                   | Image manquante |
| Le Poilu victorieux (monument aux morts)                          | bronze d'art d'Eugène Bénet                         | Quittebeuf                    | Intersection de la rue du 8 mai 1945 (RD 113) et de la rue d'Evreux (RD 39)                             |                                                                                  | À déterminer | 49° 06′ 25″ nord, 1° 00′ 34″ est | Monument aux morts de Quittebeuf |
| Monument aux morts                                                | À déterminer                                        | Romilly-la-Puthenaye          | À déterminer                                                                                            |                                                                                  | À déterminer | à géolocaliser                   | Monument aux morts |
| Monument aux morts                                                | À déterminer                                        | Rouge-Perriers                | À déterminer                                                                                            |                                                                                  | À déterminer | à géolocaliser                   | Monument aux morts |
| Monument aux morts                                                | Auguste Maillard                                    | Rugles                        | À déterminer                                                                                            |                                                                                  | À déterminer | 48° 49′ 20″ nord, 0° 42′ 33″ est | Image manquante |
| Monument aux morts                                                | À déterminer                                        | Rugles                        | Dans l'église Saint-Germain                                                                             | Plaque et relief.                                                                | À déterminer | à géolocaliser                   | Image manquante |
| Monument aux morts                                                | À déterminer                                        | Saint-Aubin-de-Scellon        | À déterminer                                                                                            |                                                                                  | À déterminer | à géolocaliser                   | Monument aux morts |
| Monument aux morts                                                | Aimé Jacquier                                       | Saint-Aubin-des-Hayes         | À déterminer                                                                                            |                                                                                  | À déterminer | à géolocaliser                   | Image manquante |
| Monument aux morts                                                | À déterminer                                        | Saint-Christophe-sur-Avre     | À déterminer                                                                                            |                                                                                  | À déterminer | à géolocaliser                   | Monument aux morts |
| Monument aux morts                                                | À déterminer                                        | Saint-Cyr-de-Salerne          | À côté de l'église Saint-Cyr-et-Sainte-Julitte                                                          |                                                                                  | À déterminer | à géolocaliser                   | Monument aux morts |
| Monument aux morts                                                | À déterminer                                        | Saint-Éloi-de-Fourques        | À déterminer                                                                                            |                                                                                  | À déterminer | à géolocaliser                   | Monument aux morts |
| Monument aux morts                                                | Brière marbrier                                     | Saint-Étienne-du-Vauvray      | À déterminer                                                                                            |                                                                                  | À déterminer | à géolocaliser                   | Image manquante |
| Monument aux morts du Maquis et de la Résistance                  | À déterminer                                        | Saint-Étienne-l'Allier        | Intersection de la roure de Saint-Georges (RD 29) et de la route de Saint-Pierre (RD 98)                | Commémore le maquis Surcouf.                                                     | 1948         | 49° 16′ 09″ nord, 0° 33′ 56″ est | Image manquante |
| Monument aux morts                                                | À déterminer                                        | Saint-Georges-du-Vièvre       | À déterminer                                                                                            |                                                                                  | À déterminer | à géolocaliser                   | Monument aux morts |
| Monument aux morts                                                | À déterminer                                        | Saint-Léger-de-Rôtes          | À déterminer                                                                                            |                                                                                  | À déterminer | à géolocaliser                   | Monument aux morts |
| Monument des Mobiles (monument aux morts de 1870-1871),           | Auguste Foucher                                     | Saint-Ouen-de-Thouberville    | Au bord de la route nationale (RD 675) au lieu-dit « Maison Brûlée »                                    | Également appelé monument aux morts des combats de Château-Robert et Moulineaux. | 1873         | 49° 20′ 46″ nord, 0° 55′ 50″ est | Monument des Mobiles à Saint-Ouen-de-Thouberville |
| Monument aux morts                                                | À déterminer                                        | Saint-Paul-de-Fourques        | À déterminer                                                                                            |                                                                                  | À déterminer | à géolocaliser                   | Monument aux morts |
| Monument aux morts                                                | À déterminer                                        | Saint-Pierre-de-Bailleul      | À déterminer                                                                                            |                                                                                  | À déterminer | à géolocaliser                   | Monument aux morts |
| Monument aux morts                                                | À déterminer                                        | Saint-Pierre-de-Salerne       | À déterminer                                                                                            |                                                                                  | À déterminer | à géolocaliser                   | Monument aux morts |
| Monument aux morts                                                | À déterminer                                        | Saint-Pierre-du-Mesnil        | À côté de l'église Saint-Pierre                                                                         |                                                                                  | À déterminer | à géolocaliser                   | Monument aux morts |
| Monument aux morts                                                | Raoul Verlet                                        | Saint-Pierre-du-Vauvray       | À déterminer                                                                                            |                                                                                  | À déterminer | à géolocaliser                   | Monument aux morts |
| Monument aux morts                                                | À déterminer                                        | Saint-Sylvestre-de-Cormeilles | Devant la chapelle Notre-Dame                                                                           |                                                                                  | À déterminer | à géolocaliser                   | Monument aux morts |
| Monument aux morts                                                | À déterminer                                        | Saint-Victor-d'Épine          | À côté de l'église Saint-Victor                                                                         |                                                                                  | À déterminer | à géolocaliser                   | Monument aux morts |
| Monument aux morts                                                | Aimé Jacquier                                       | Saint-Victor-de-Chrétienville | À déterminer                                                                                            |                                                                                  | À déterminer | à géolocaliser                   | Image manquante |
| Monument aux morts                                                | À déterminer                                        | Saint-Vincent-du-Boulay       | À déterminer                                                                                            |                                                                                  | À déterminer | à géolocaliser                   | Monument aux morts |
| Poilu au repos (monument aux morts)                               | bronze d'art d'Étienne Camus                        | Sainte-Colombe-la-Commanderie | Sur la place de la mairie, au bord de la rue de Beaumont                                                | Érigé[Quand ?] devant la mairie, au bord de la RD 613.                           | À déterminer | à géolocaliser                   | Image manquante |
| Monument aux morts                                                | À déterminer                                        | Sainte-Marguerite-en-Ouche    | À côté de l'église Sainte-Marguerite                                                                    |                                                                                  | À déterminer | à géolocaliser                   | Monument aux morts |
| On ne passe pas (d) (monument aux morts)                          | bronze d'art d'Eugène Piron                         | Sainte-Opportune-du-Bosc      | À déterminer                                                                                            |                                                                                  | À déterminer | 49° 09′ 41″ nord, 0° 50′ 14″ est | Monument aux morts de Sainte-Opportune-du-Bosc |
| Monument aux morts                                                | À déterminer                                        | Sébécourt                     | Dans le cimetière                                                                                       |                                                                                  | À déterminer | à géolocaliser                   | Monument aux morts |
| Monument aux morts                                                | Louis-Aimé Lejeune                                  | Serquigny                     | Au chevet de l'église Notre-Dame                                                                        |                                                                                  | À déterminer | 49° 06′ 33″ nord, 0° 42′ 46″ est | Monument aux morts de Serquigny |
| Le Poilu victorieux (monument aux morts)                          | bronze d'art d'Eugène Bénet                         | Thiberville                   | Intersection de la rue de Bernay et de la rue de Lisieux (RD 138)                                       |                                                                                  | À déterminer | 49° 08′ 12″ nord, 0° 27′ 28″ est | Monument aux morts de Thiberville |
| Monument aux morts                                                | À déterminer                                        | Thibouville                   | À déterminer                                                                                            |                                                                                  | À déterminer | à géolocaliser                   | Monument aux morts |
| Monument aux morts                                                | Brière marbrier                                     | Tournedos                     | À déterminer                                                                                            |                                                                                  | À déterminer | à géolocaliser                   | Image manquante |
| Monument aux morts                                                | À déterminer                                        | Tourville-la-Campagne         | À côté de l'église Saint-Ouen                                                                           |                                                                                  | À déterminer | à géolocaliser                   | Monument aux morts |
| Monument aux morts                                                | À déterminer                                        | Trouville-la-Haule            | À déterminer                                                                                            |                                                                                  | À déterminer | à géolocaliser                   | Monument aux morts |
| Monument aux morts                                                | À déterminer                                        | Vannecrocq                    | Dans le cimetière, à côté de l'église Saint-Denis                                                       |                                                                                  | À déterminer | à géolocaliser                   | Monument aux morts |
| Monument aux morts de 1870-1871                                   | À déterminer                                        | Verneuil-sur-Avre             | Dans le cimetière                                                                                       |                                                                                  | À déterminer | à géolocaliser                   | Image manquante |
| Monument aux morts                                                | Henri Bouchard                                      | Verneuil-sur-Avre             | Intersection de l'avenue Victor Hugo (RD 56) et de l'avenue du maréchal Joffre                          |                                                                                  | 1923         | 48° 44′ 27″ nord, 0° 55′ 44″ est | Monument aux morts de Verneuil-sur-Avre |
| Monument aux morts de 1914-1918                                   | À déterminer                                        | Verneuil-sur-Avre             | Dans l'église de la Madeleine                                                                           |                                                                                  | À déterminer | à géolocaliser                   | Image manquante |
| Monument aux morts de 1870-1871                                   | À déterminer                                        | Vernon                        | Dans le cimetière                                                                                       | Érigé[Quand ?] sur le champ de tir militaire.                                    | À déterminer | 49° 05′ 30″ nord, 1° 28′ 04″ est | Image manquante |
| Monument aux morts de 1870-1871                                   | Louis-Émile Décorchemont                            | Vernon                        | Avenue de l'Ardèche                                                                                     | Érigé en 1873 à quelques mètres de son emplacement actuel.                       | 1968         | 49° 04′ 59″ nord, 1° 28′ 39″ est | Monument aux morts de 1870-1871 de Vernon |
| Monument aux morts de 1914-1918                                   | À déterminer                                        | Vernon                        | Dans le collégiale Notre-Dame                                                                           | Plaque.                                                                          | À déterminer | à géolocaliser                   | Image manquante |
| Monument aux morts de 1914-1918                                   | Alphonse Guilloux                                   | Vernon                        | Esplanade du souvenir français                                                                          |                                                                                  | À déterminer | 49° 05′ 24″ nord, 1° 29′ 07″ est | Monument aux morts de 1914-1918 de Vernon |
| Monument aux morts de Vernonnet                                   | À déterminer                                        | Vernon                        | Sur la place Julie Charpentier                                                                          |                                                                                  | 1921         | à géolocaliser                   | Image manquante |
| Monument aux morts                                                | À déterminer                                        | Villez-sous-Bailleul          | À déterminer                                                                                            |                                                                                  | À déterminer | à géolocaliser                   | Monument aux morts |
| Monument aux morts                                                | À déterminer                                        | Villez-sur-le-Neubourg        | Dans le cimetière                                                                                       |                                                                                  | À déterminer | à géolocaliser                   | Monument aux morts |
| Monument aux morts                                                | À déterminer                                        | Vitot                         | À déterminer                                                                                            |                                                                                  | À déterminer | à géolocaliser                   | Monument aux morts |

## Monuments disparus ou retirés
| Œuvre                                    | Auteur                      | Commune       | Localisation | Notes                                     | Installation | Coordonnées    | Illustration    |
| ---------------------------------------- | --------------------------- | ------------- | ------------ | ----------------------------------------- | ------------ | -------------- | --------------- |
| Monument aux morts                       | Paul Landowski              | Le Neubourg   | À déterminer | Détruit par un bombardement en juin 1944. | 1920         | à géolocaliser | Image manquante |
| Le Poilu victorieux (monument aux morts) | bronze d'art d'Eugène Bénet | Pacy-sur-Eure |              | Détruit par un bombardement en 1944.      |              | à géolocaliser | Image manquante |